# Capilla palatina de los duques de Medina Sidonia

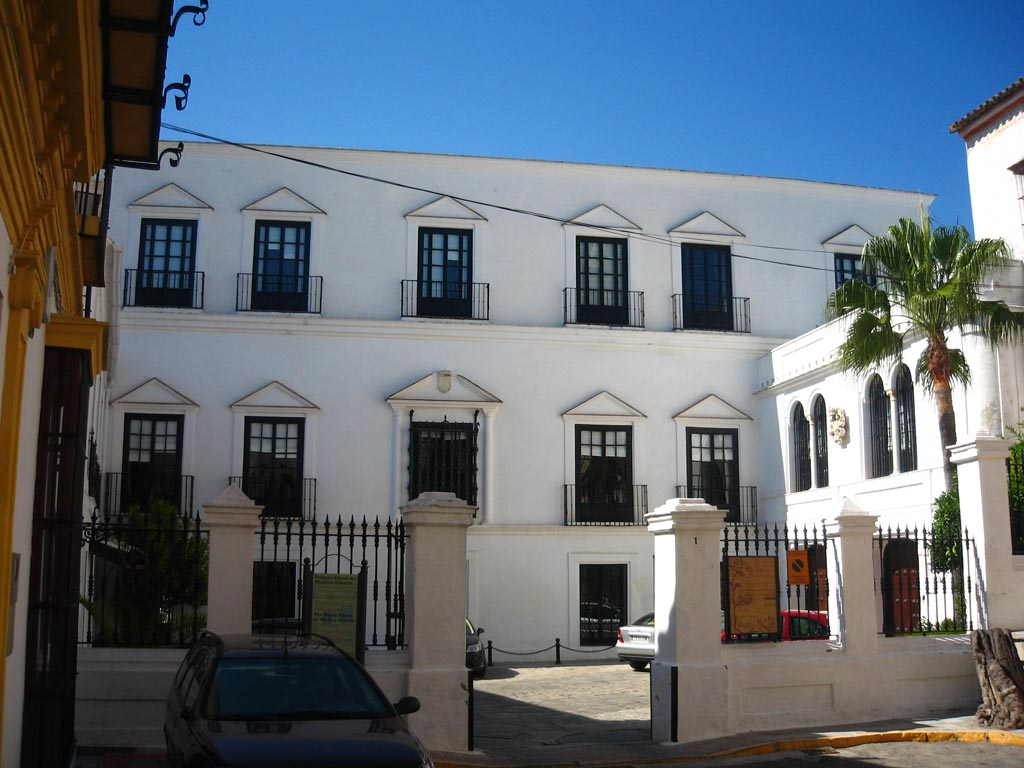
Palacio de los duques de Medina Sidonia, en Sanlúcar de Barrameda.

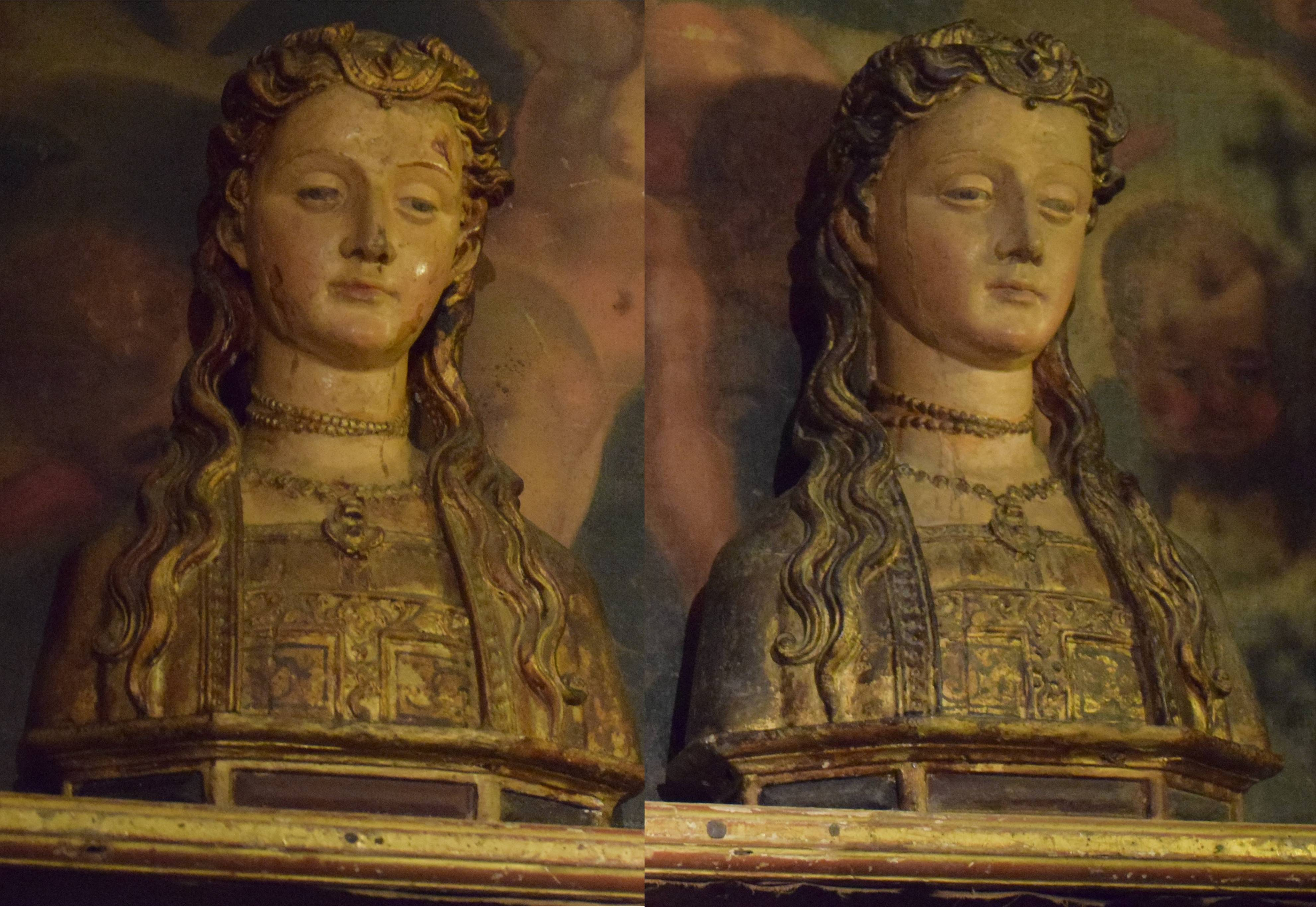
Dos de los relicarios del séquito de Santa Úrsula, procedentes de la capilla palatina de los Medina Sidonia.

La capilla palatina de los duques de Medina Sidonia fue una fundación religiosa vinculada a la residencia que dichos señores tenían en Sevilla y en Sanlúcar de Barrameda. Se trataba de una imitación o trasunto de la capilla real de los Reyes de Castilla.
Fue creada en 1493 mediante una bula emitida por el papa Alejandro VI, bajo la advocación de Nuestra Señora del Rosario y era la fundación religiosa más importante para el prestigio de la casa de Medina Sidonia, junto con el Monasterio de San Isidoro del Campo, que era la fundación religiosa más antigua del linaje.
Al frente de la misma estaba el capellán mayor, bajo cuyo mando se encontraba un grupo de capellanes menores. Asimismo, a esta capilla estaba vinculado un nutrido cuerpo de músicos, conocidos como la capilla musical del duque de Medina Sidonia.
El espacio arquitectónico ocupado por esta capilla palatina en el palacio de Sanlúcar, estaba unido a la Iglesia Mayor de Sanlúcar de Barrameda, dentro de la cual había un gran palco, denominado “la tribuna”, desde donde la familia ducal asistía a los oficios religiosos. La actual tribuna es mucho más pequeña que la original y fue construida hacia 1780.
Entre los numerosos bienes muebles que tenía la capilla se encontraban los Relicarios del séquito de Santa Úrsula y las Once Mil Vírgenes, que fueron regalo del emperador Carlos V a los duques de Medina Sidonia y que actualmente están en el Santuario de la Virgen de la Caridad.